# 不整脈
不整脈（ふせいみゃく、英語: arrhythmia）とは、心拍数やリズムが一定でない状態の事を言う。また心拍や脈拍が整であっても、心電図異常がある場合は臨床的には不整脈である。

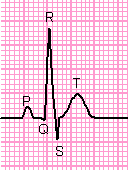
心電図の模式図

- 対義語は「整脈」や正常洞調律 (NSR：Normal Sinus Rhythm)であるが、医療現場では一般的に「サイナス」と呼ぶ[1] [2]。

正常洞調律（サイナス）は以下のような特徴をもつ。
1. P-R間隔が一定である。
2. QRS幅が0.1秒以下である。
3. P波が存在する。
4. P波とQRSの間隔が0.1〜0.2秒程度で一定である。

- 逆に、不整脈はこれらの条件と比べてどのように異常があるかによって分類される。更に脈拍数だけでなく、脈の周期や強弱の変化、心電図波形の立ち上がり速度も含む考えもある[3]。

## 機序
不整脈の発生機序として刺激生成異常と刺激伝導異常がある。高齢者に多いが、各世代に不整脈をもっている人は普遍的に存在している。原因として、虚血性心疾患、先天性心疾患などがある。
不整脈には様々な種類が存在し、全く自覚症状を伴わない不整脈もあるが、ある種の不整脈は生命の危険を伴っており突然死の原因とも成りうる。ただし、普通の人でも体調不良時に不整脈を起こしていることはよくあり、また常時不整脈を起こしている人でも日常生活にはなんら問題がない場合も多い。

興奮伝導と心電図

心臓は全身に血液を送り出すポンプの働きをしている。ポンプを動かしているのは電気刺激である。まず、右心房にある洞房結節 (SA node) が興奮し、電気刺激が心房を介し右心房の下方にある房室結節へと伝わる。更に興奮は房室結節からHis束、プルキンエ (Purkinje) 線維へと伝導し、心筋全体へと電気刺激が伝わっていく。刺激生成あるいは伝導経路のどこかが障害され、心臓の興奮が正常に伝わらない状態が不整脈を起こす。
例えば、心房細動は、心房の筋肉の各部分が無秩序、不規則に興奮している状態であり、この無秩序な興奮が心室へと伝達されることで脈が不整となる。

## 心拍数による分類
ヒトの安静時の脈拍は通常50〜100拍／分程度であるが、これを下回っている場合を徐脈、多い場合を頻脈と呼ぶ。不整脈は心拍数から、頻脈性不整脈、徐脈性不整脈、心拍異常を伴わない不整脈に分けることが出来る。

### 頻脈性不整脈
期外収縮 (Premature Contraction)はR-R間隔がほぼ一定だが、一部の心拍が前にずれた状態。あるいは正常な脈がかき消されたり（代償性期外収縮）正常な脈の周期と等間隔で発生する（間入性期外収縮）こともある。症状が出る場合、主に胸部に例えようのない不快感を覚えたり、連発するとめまいや失神を起すが、心疾患がない場合は放置しても生命への危険はない。心疾患がある場合は最悪の場合心室細動などに繋がる恐れがあり危険である。

#### 上室性
洞性頻脈
正常人などに運動後に見られる。安静時においても見られる場合、呼吸器疾患、感染症、内分泌疾患、神経疾患、精神疾患などを疑う必要がある。
心房細動  (Af,AFAtrial fibrillation)
R-R間隔が完全に不規則である場合、ほとんどの場合本症である。またP波が存在せず、基線が細かなアーチファクトのように揺れ動く。
心房粗動 (AF,AFLAtrial Flutter)
基線が鋸歯状に揺れる。
多源性心房頻拍 (MATMultifocal atrial tachycardia)
Afと同じく、R-R間隔は完全に不規則であるが、形・向きがさまざまなP波が存在する。Afに比べると稀である。
上室性頻拍 (Supraventricular tachycardia)
これは大きな分類であり、心室性リズムでは無いと言うことのみを意味する。原因を検索し治療するためにはより細かく分類する必要がある。
リエントリー性頻拍
機序に於いて述べられた通り、心臓の興奮は一方向にしか伝わらないのが正常であるが、先天異常や心筋梗塞後などで、興奮が逆行する経路が形成されていると起きる。
WPW症候群
発作性上室性頻拍 (PSVTParoxysmal supraventricular tachycardia)
房室結節のリエントリーによる頻拍。P波（心房の活動）が認められない。
心房性期外収縮 (PACPremature Atrial Contraction)
期外収縮の前にもP波が存在し、QRS幅が狭い。無症状で他の検査値に異常がなければ治療の必要はない。
房室接合部性期外収縮(A-V junctional contraction)

#### 心室性
心室性頻拍 (VTVentricular tachycardia)
全てのQRSの幅が0.2秒以上である。P波が存在しない。
心室細動 (VfVentricular fibrillation)
基線が無く、振幅の小さい正弦波に近い波のみからなる波形。末梢では脈拍を触れない。臨床的には心停止状態である。
心室粗動 (VFVentricular Flutter)
心室性期外収縮 (PVC(VPC)Premature Ventricular Contraction)
期外収縮のQRS幅が広い。特にQRSの形や向きが一定でない状態を多源性PVCと言い、心室壁の複数の部位または広い範囲に異常が起きている事を示している。特に1分間に6〜10回以上見られる場合、上述の心室性頻拍へと発展する恐れがある。

### 徐脈性不整脈
ここで述べるブロックとは伝導障害のことである。

#### 上室性
洞房ブロック (S-A block)
洞結節で発生した興奮伝導が心房に伝わらない状態。
房室ブロック (A-V block)
心房から心室への興奮伝導が不完全であるかまたは全くない状態。
I度房室ブロック
P波が存在し、P波とQRSの間隔が一定であるが、PR間隔が0.21秒以上である。
II度房室ブロック
P波の後にQRSが抜け落ちる不整脈。
ウェンケバッハ型房室ブロック
PR間隔が徐々に開いた後、QRSが抜け落ちる。
モービッツII型房室ブロック
時にQRSが抜け落ちるが、抜け落ちていない心拍のPR間隔は一定である。

III度房室ブロック
P波が存在するが、P波とQRS波の間に何ら時間的関連性がない。
房室解離 (A-V dissociation)

接合部性調律 (Junctional rhythm)
洞不全症候群  (SSS : Sick sinus syndrome)
呼吸性不整脈 (Respiratory Arrhythmia)
吸気時に脈拍が上昇し、呼気時に低下する。若年者に良く見られる。脈拍が不整であるが病気ではない。

#### 心室性
脚ブロック
脚ブロック（きゃくぶろっく、英Bundle branch block:BBB）は、左右の心室壁のいずれかにおいて神経伝達が途切れている状態の事。途切れているほうの心室壁は心筋伝導によって、もう一方より遅れて収縮するため、QRSの波形は二峰性（ウサギの耳状）になる。
分類
部位による分類
脚ブロックはブロックされる部位によって右脚ブロック（うきゃくぶろっく、英Right bundle branch block:RBBB）と左脚ブロック（さきゃくぶろっく、英Left bundle branch block:LBBB）の2種類があり、WilliaM MorroWと覚える。すなわち胸部誘導心電図に於いて、V1で下向きの二峰性、V6で上向きの二峰性なら左脚ブロックであり、右脚ブロックはその逆である。
程度による分類
また脚ブロックはブロックされる程度によって完全脚ブロックと不完全脚ブロックに分類される。
以上より完全右脚ブロック、不完全右脚ブロック、完全左脚ブロック、不完全左脚ブロックの4種類に分類される。

## 症状
全く無症状の場合には無症候性不整脈、症状のある場合には症候性不整脈と呼ぶ。症状としては、動悸、めまい、失神（Adam-stoks発作）、胸部違和感、息切れ、胸痛などがあげられる。

## 検査
- 聴診
- 心電図
- ホルター心電図
- 心エコー（超音波断層検査）
- 心臓カテーテル検査
- His束心電図

など

## 治療
上記の分類から個々の不整脈の項を参照のこと。
治療が必要な不整脈に対しては、抗不整脈薬により不整脈を抑えたり、脈拍をコントロールする薬物治療や、ペースメーカーや植え込み型除細動器 (ICD) などの外科的処置を行う非薬物治療が行われる。心室細動などの危険な不整脈では除細動器により心臓にショックを与え（除細動）、心臓のリズムを正常に戻す必要がある。
ACLSにおいては、全ての抗不整脈薬はそれ自体が不整脈の原因となりうるという認識の元、電気的治療をまず優先し、薬物治療も使用する薬剤の種類を出来るだけ少なくするよう推奨している。

## 心臓突然死
不整脈、心筋梗塞、心筋症、弁膜症などの心疾患による突然死を心臓突然死と呼ぶ。心臓突然死の原因としては、虚血性心疾患や心室細動が多いとされている。QT延長症候群やブルガダ症候群などの特殊な心電図波形を示す不整脈も心臓突然死の原因として知られている。

## 心電図の読み方
不整脈の診断はまずは心電図であるのでその読み方を示す。

### 大まかな考え方
心電図の所見のとり方から診断のプロセスは記載すると膨大になるので、財団法人心臓血管研究所の山下武志による分類をここで記す。どんな心電図をみたにしろそれによって行うことは「放置する」、「自分の力で片付ける」、「緊急に他人の力を借りる」の3つに分けることができる。緊急性の評価には心電図よりもバイタルサインの方がはっきりとする。モニター心電図をみてVTのような波形があって循環動態が悪く意識障害などを起こしていれば緊急に処置をする必要があるが、声をかけて「何ですか?」と言われるようだったらそれはあくまで心電図上だけの問題であり、循環動態は全く悪くなっていない。

### 基本的な所見をとる手順
1. 調律・心拍数に関して
  - P波とP波の間隔、R波とR波の間隔を計測し、その逆数から心房拍数、心室拍数を求める。間隔は3心拍を平均する。心房細動などP波がないときはPP間隔は記載しない。
  - PP間隔（秒）、RR間隔、心房拍数（60〜100）、心室拍数（60〜100）を記載する。
  - 調律の判定をする。これは正脈か時に不整脈か、絶対的不整脈かを判定する。
2. QRS平均電気軸と移行帯を測定する
  - 電気軸は-30から100が正常で、移行帯はV3あたりならOK。
3. 基本測定
  - PQ時間
  - QRS幅
  - QT時間
4. 波形
  - P波電位（0.25以下）と振幅（0.10以下）
  - Q波、異常Q波は幅が0.04以上か振幅がR波の1/4異常である。
  - QRS波、特にRV5+SV1が3.5を超える、またはRaVLが1.2を超える場合は心肥大を疑う。また低電位がないかも調べる。
  - ST、ST上昇、ST下降がないか?
  - T波は高くないか（12mV以上、これは高カリウム血症を疑う）、陰性T波はないか?これは心筋症や心筋虚血を疑う。
  - U波はないか?U波は低カリウム血症の陰性U波は心室負荷、心筋虚血を疑う。
  - 不整脈はないか?徐脈、頻脈、心室性期外収縮、上室性期外収縮、心房細動、心房粗動、その他。
5. 総合所見を述べる。

### 開き直った考え方
医療行為において、医療者が行うことは次の3つのパターンしかない。第一に放置する、第二に自分の力で片付ける、第三に緊急に他人の力をかりるということである。心電図を見るときも同じである。特に重要なのは他人の力を借りるかという判断である。これはバイタルサインなど他の情報が大いに参考になる。この判断は大抵、心電図以前の不整脈の知識で解決ができる。不整脈かどうかの判断は主に心電図によって行われる。あくまで不整脈のスクリーニングをしたいだけならば12誘導のうちII誘導とV1誘導のみで十分である。特にII誘導はP波が読みやすく重宝する。このやり方は不整脈以外を見落とすので注意が必要である。ST変化の見落としを避けるためにあらかじめST変化だけ12誘導で除外しておくことが大切である。モニター心電図などにはSTの情報はないと認識しておくことが大切である。経験的に心拍数が正常でQRS幅が狭ければ大抵の場合は血行動態は安定している。頻脈でQRS幅が広ければ患者の状態を確認する必要がある。不整脈の場合は放っておいたら悪くなるのではという不安が常に付きまとう。しかし、まず必要なのは今治療が必要なのかという問題であり、将来のことは後回しの考えるのが通常である。悪くなる場合は基礎心疾患があることが多く、心電図だけをみても何もできないことが多いからである。
まずは12誘導で洞調律であるのか?ST変化がないのかを調べる。
次にII誘導とV1誘導で不整脈のスクリーニングをする。特に重要なのは患者の様子、心拍数、QRS幅である。

### 徐脈の考え方
心拍数の正常値は50〜100/分であり、50/分を下回ると徐脈といわれる。脈拍は日内変動があり夜は遅くなる傾向がある。即ち、夜の脈拍に関しては多少正常値を下回っても気にしなくてよい。気にするべきところは不整脈となるのかという点であり、これは急に遅くなった、2秒以上脈が止まったらといったエピソードや心電図所見から考えていけばよい。徐脈性不整脈の診断は非常に簡単である。P波が正常に存在していれば房室ブロックであり、P波が存在しなければ洞機能不全症候群である。このふたつの違いは非常に重要である。房室ブロックは心室の障害であり突然死のリスクにあるからである。これをみたら心疾患のスクリーニングをし、原因がわからなければ命を守るためペースメーカーの適応となる。洞機能不全症候群の場合は、症状がなければ放置であり、症状があった場合も治療をしたとしても予後に変化がないのでQOL向上目的の治療となる。

### 頻脈の考え方
心拍数の正常値は50〜100/分であり、100/分を上回ると頻脈といわれる。頻脈でも洞性頻脈というものがあり、運動で徐々に頻脈がおこるのは極めて正常な反応であるので不整脈をみるという観点からは突然早くなるというエピソードや心電図所見が重要である。不整脈としての頻脈の場合はQRS幅が非常に重要である。QRS幅が0.12秒、即ち3mm未満なら上室性（大抵は心房性）の不整脈であり、0.12秒、即ち3mm以上であれば心室性の不整脈である。心室性の不整脈の場合は緊急事態であり、即急な対応が求められる。QRS幅によって不整脈の部位を特定できるというのは、正常な特殊心筋を刺激が伝導した場合は0.12s以内に伝導が終了するであろうという経験則である。重要な例外として変行伝導という言葉がある。これはQRS幅が広いのに上室性の不整脈である。しかし、QRS幅が狭いのに心室性の不整脈という現象はほとんど知られていないのでまずはQRS幅が広ければ緊急事態と考えておけばミスは少ない。心室性か上室性かの判断ができたら、上室性ならPP間隔で心房拍数を心室性ならRR間隔で心室拍数を調べ、それによって不整脈の名前をつける。それとは別に触診法で有効な脈拍数を別に数えておくのが重要である。これは患者の状態を把握するもので不整脈の診断にはそれほど重要ではない。頻脈性不整脈の場合はどれがP波かなど波形をひとつずつ定義するのは難しい場合が多々ある。その場合はイメージで行うのだが経験がないと難しい。基本的には電気的な拍数が100〜250/分なら頻拍で250〜350/分ならば粗動であり、350/分を超えれば細動という。但し、心室粗動という言葉は臨床上は存在しない。たまに速い脈が出る程度なら期外収縮という。